# Elendil
Vous lisez un « bon article » labellisé en 2009.
Elendil est un personnage de fiction faisant partie de l'univers de la Terre du Milieu de l'écrivain britannique J. R. R. Tolkien. Il apparaît dans les romans Le Seigneur des anneaux, Le Silmarillion et les Contes et légendes inachevés.
Selon la Chronologie de la Terre du Milieu, Elendil est né en 3119 et mort en 3441 du Second Âge. C'est un humain de Númenor (ou Dúnadan) d'ascendance noble, apparenté à la dynastie des rois de Númenor. Il fut le dernier seigneur d'Andunië à Númenor, puis le fondateur et Grand Roi des royaumes d'Arnor et de Gondor en Terre du Milieu. Son exil de Númenor vers la Terre du Milieu, à la suite de la submersion de l'île, a été comparé par Tolkien à l'histoire de Noé et par des commentateurs à celle d'Énée.
Dans le cadre de la Dernière Alliance des Elfes et des Hommes, qu'il conduisit avec Gil-galad, Elendil affronta Sauron, qui le tua. Par son fils cadet Anárion, il est l'ancêtre des rois du Gondor, et par son aîné Isildur, celui des rois d'Arnor et des chefs des Dúnedain du Nord (et donc de son lointain descendant Aragorn).

## Étymologie
Le nom Elendil provient du quenya, une langue construite par Tolkien pour ses personnages elfiques. Tolkien explique que le sens désiré du nom est « Ami des Elfes », mais son sens littéral serait plutôt « Ami des étoiles » : l'élément el peut faire référence aux étoiles comme aux Elfes, une distinction souvent difficile à faire pour les humains. Le suffixe -ndil, quant à lui, provient de la base verbale N(D)IL- « aimer, être dévoué à », et apparaît dans de nombreux noms quenyarins, parmi lesquels ceux d'Elendil et de son père Amandil.
Tolkien identifie à plusieurs reprises le nom Elendil au vieil anglais Ælfwine, qui signifie également « Ami des Elfes », et qui est porté par un autre de ses personnages, Ælfwine d'Angleterre.
Elendil est surnommé « le Beau », « le Fidèle » (Elendil Voronda en quenya) et « le Haut ». Ce dernier surnom lui vient de sa taille : dans une note sur les unités de mesure númenóréennes, Tolkien lui attribue une taille de près de deux rangar et demi, soit presque 2,40 m. Une autre note indique que la taille moyenne des Númenóréens, « en particulier dans les maisons royales et nobles », est de sept pieds, soit 2,13 m.

## Biographie du personnage
Par l'intermédiaire de Silmarien, fille aînée de Tar-Elendil, quatrième roi de Númenor, Elendil descend de la Maison d'Elros. La date de naissance d'Elendil, comme celles des rois d'Arnor et de Gondor, est absente des Tables Royales. Les brouillons de celles-ci donnent la date de 3119 Second Âge, mais on ignore si Tolkien l'avait mise en cohérence avec les dates portées dans les Tables. Si cette date est cohérente avec le reste de la chronologie de Tolkien, Elendil meurt à 322 ans, une longévité très nettement supérieure à celle des autres membres de la Maison d'Elros de cette époque.
Le père d'Elendil, Amandil, est le seigneur d'Andúnië, une région de l'ouest de Númenor, proche conseiller du roi Ar-Pharazôn, et chef du parti des Fidèles aux Valar. Son influence sur le roi disparaît lorsque celui-ci tombe sous la coupe de Sauron, et Amandil se retire à l'est de l'île, dans le port de Rómenna. À l'approche de l'expédition d'Ar-Pharazôn contre le Valinor (3319 S. Â.), il s'embarque avec trois serviteurs afin de demander la clémence des Valar. Avant de partir, il conseille à Elendil, ainsi qu'aux fils de celui-ci (Isildur et Anárion), de réunir les derniers Fidèles et préparer des navires afin de pouvoir fuir la colère des Valar.
Elendil suit les recommandations de son père, et c'est une flotte de neuf navires (quatre pour Elendil, trois pour son fils aîné Isildur et deux pour son cadet Anárion) qui échappe au cataclysme qui entraîne la submersion de Númenor : « des vagues comme des montagnes encrêtées de neige les projetaient dans les nuages déchiquetés avant de les jeter beaucoup plus tard dans les rives de la Terre du Milieu ». De nombreux objets de valeurs se trouvent à bord de ces navires, notamment les sept Palantír et un fruit de l'Arbre blanc, Nimloth, sauvé par Isildur. C'est à cela que fait référence la chanson fredonnée par Gandalf à Pippin durant leur chevauchée vers Minas Tirith :

« De grands vaisseaux et de grands rois

Trois fois trois,

Qu'ont-ils apporté de la terre effondrée,

Sur le flot de la mer ?

Sept étoiles et sept pierres

Et un arbre blanc. »

Les navires des Fidèles emportent d'autres objets d'importance, comme l'anneau de Barahir, la pierre d'Erech ou le sceptre d'Andunië, qui deviendra le symbole de la royauté du royaume d'Arnor.
Elendil, séparé de ses fils par la tempête, accoste au Lindon, royaume de Gil-galad, tandis que ses fils touchent terre à Pelargir puis remontent l'Anduin jusqu'à l'emplacement futur d'Osgiliath. En abordant la Terre du Milieu, Elendil déclare en quenya : « Et Eärello Endorenna utúlien. Sinome maruvan ar Hildinyar tenn' Ambar-metta », soit « De la Grande Mer en Terre du Milieu, je suis venu. En ce lieu, je me fixerai, moi et mes héritiers, jusqu'à la fin du monde », expression reprise par les rois du Gondor, puis par Aragorn à l'occasion de son couronnement. Ce faisant, il proclame sa souveraineté sur l'ouest de la Terre du Milieu et sur les Númenóréens qui s'y sont installés.

Les armoiries du royaume d'Arnor.

En 3320, Elendil franchit les Montagnes Bleues pour fonder le royaume d'Arnor et sa capitale, Annúminas, sur le bord oriental du lac Evendim. Dans le même temps, ses fils fondent conjointement et sous son autorité le royaume de Gondor, autour de sa capitale Osgiliath et des cités de Minas Ithil et Minas Anor. La communication entre les royaumes est alors assurée par les palantiri situés dans les principales cités et tours : les trois d'Arnor se trouvent à Annúminas, sur la colline d'Amon Sûl et dans la tour d'Elostirion, à l'est de la future Comté. Cette dernière pierre est particulière : elle est fixée vers l'ouest par Elendil, afin de contempler « la mer qui coupait les terres en deux », car il était « possédé par la nostalgie de l'exilé ».
Retourné en Terre du Milieu, Sauron se retranche au Mordor et s'attaque au Gondor en 3428, prenant Minas Ithil. Isildur échappe au sac de la cité et part prévenir Elendil qui réside alors à Annúminas. Devant l'importance de la menace, Elendil et Gil-galad unissent leurs forces, formant la Dernière Alliance des Elfes et des Hommes. L'armée menée par Elendil et Gil-galad se met en marche en 3434 : passant par Imladris (Fondcombe), elle traverse les Monts Brumeux pour descendre vers le sud le long de l'Anduin. La principale bataille se déroule dans la plaine de Dagorlad. Les armées de Sauron y sont défaites, ce qui contraint ce dernier à se réfugier dans Barad-dûr, que la Dernière Alliance assiège durant sept années.
À l'issue de cette période, Sauron sort de sa tour. Il affronte Elendil et Gil-galad sur les pentes de l'Orodruin. Les deux rois parviennent à détruire l'apparence physique prise par Sauron, mais ils sont également tués par lui, et l'épée d'Elendil, Narsil, se brise sous lui dans sa chute. Isildur utilise un fragment de cette épée pour couper le doigt de Sauron portant l'Anneau unique, entraînant la fuite de l'esprit du Maia et mettant fin au Second Âge.

Les armoiries royales du Gondor, qui reprennent l'arbre d'argent et les sept étoiles de la bannière d'Elendil, surmontées de couronne ailée des rois.

Isildur inhume en secret le corps de son père sous un tertre au sommet d'Amon Anwar, une colline des Montagnes Blanches qui est alors le centre géographique du Gondor. L'endroit, interdit à tous hormis aux rois du Gondor, devient un lieu de pèlerinage pour ces derniers, « tout particulièrement en temps de danger ou de détresse ». La coutume veut également que le roi y conduise son héritier à sa majorité pour l'instruire des arcanes du pouvoir, coutume maintenue sous les premiers intendants. Lorsque Cirion cède à Eorl le Jeune et à ses Rohirrim le Calenardhon, il estime que cette « Tradition d'Isildur » a perdu son sens, et la dépouille d'Elendil est ramenée à Minas Tirith et inhumée dans les Mausolées.
La bannière d'Elendil est de sable, portant un arbre d'argent, allusion à Nimloth, surmonté de sept étoiles (les sept palantiri) et d'une couronne. Cette bannière devient par la suite le symbole des rois du Gondor, et est déployée par Aragorn durant la bataille des champs du Pelennor. Comme sceau et chiffre personnel, Elendil utilise les tengwar consonantiques composant son nom, sans indication de voyelles, soit lambe, ando, lambe, (L.ND.L). Ces trois caractères constituent sa seule épitaphe sur sa première tombe.

## Elendil dans l’œuvre de Tolkien
Un précurseur d'Elendil apparaît dès le premier texte de La Chute de Númenor, datant des années 1930, où Tolkien ébaucha pour la première fois la Dernière Alliance : elle se noue alors entre Elrond et un certain Amroth, qui affronte Thû (précurseur de Sauron) en un combat singulier dont les deux combattants sortent vaincus. Ce personnage prend le nom d'Elendil dès la seconde version de ce texte, qui suivit de près la première ; Elrond y est remplacé par Gil-galad et l'histoire finale (tous deux affrontant Sauron et périssant pendant la lutte) y est établie, hormis ce qui concerne Isildur et l'Anneau, qui ne seront introduits qu'avec Le Seigneur des anneaux.
Elendil est également un personnage de La Route perdue, roman inachevé contemporain des premiers textes de La Chute de Númenor. Comme l'explique Tolkien, « le fil directeur [du roman] devait être la réapparition de temps à autre dans les familles d'humains […] d'un père et d'un fils portant des noms que l'on peut interpréter comme Ami de la félicité et Ami des Elfes ». Après plusieurs chapitres historiques (à peine ébauchés), le livre devait s'achever sur la Submersion de Númenor, vue à travers les yeux d'Elendil et de son fils Herendil. Tolkien écrivit deux chapitres se déroulant sur Númenor avant d'abandonner l'histoire. Elendil et son fils y rappellent déjà, par leur caractère et leurs opinions, les Amandil et Elendil de l'histoire finale.
Les premiers chapitres du futur Seigneur des anneaux préservent l'histoire de la Dernière Alliance, mais révèlent les nombreuses hésitations de l'auteur, à commencer par le nom du personnage : il est ainsi appelé Valandil ou Orendil. Une autre incertitude est l'emplacement du royaume fondé par Elendil : à cette époque où la géographie de la Terre du Milieu est encore floue dans l'esprit de son créateur, celui-ci semble avoir tout d'abord envisagé de placer le royaume d'Elendil en Beleriand, puis, dans la troisième version du chapitre « Le Conseil d'Elrond » (1940), à l'emplacement du futur Gondor (alors appelé Ond), à l'embouchure du Grand Fleuve (le futur Anduin). Une note ultérieure, constituant une fin alternative de La Chute de Númenor, crée les royaumes du Nord et du Sud fondés respectivement par Elendil et son frère Valandil. Toutefois, la troisième version du « Conseil d'Elrond » mentionne déjà les deux fils d'Elendil, fondateurs du Royaume du Sud ; Christopher Tolkien ne parvient à expliquer cet imbroglio qu'en supposant que son père « considéra pendant un certain temps différentes visions de l'arrivée des Númenóréens, qu'il poursuivit de façon indépendante les unes des autres ». La quatrième version du chapitre fait d'Elendil le seul fondateur du Royaume du Sud, reprenant des corrections apportées au texte de la troisième version ; mais la cinquième version du chapitre établit l'histoire finale, avec Elendil fondant son royaume au Nord, au-delà du Lindon, et ses deux fils fondant le Royaume du Sud.
Tolkien semble avoir longtemps considéré Elendil comme un des « rois de Númenórë » ; cette conception n'est abandonnée qu'avec la troisième version de La Chute de Númenor, rédigée avant 1942, alors qu'il travaillait sur le Livre III du Seigneur des anneaux : Elendil y devient un simple descendant d'Eärendel. Dans la seconde version du texte The Drowning of Anadûnê, une nouvelle version de l'histoire de Númenor, il reçoit un nom en adûnaic, Nimruzân, corrigé en Nimruzîr dans la troisième version de ce même texte. Ce dernier nom apparaît également dans The Notion Club Papers, un roman avorté, tentative de reprendre l'idée générale de La Route perdue, avec des souvenirs de la submersion de Númenor arrivant à l'esprit de respectables professeurs d'Oxford descendants d'Elendil[pas clair].

## Adaptations
Dans la trilogie du réalisateur Peter Jackson, Elendil est joué par l'acteur Peter McKenzie. Il apparaît dans le prologue lors de son combat avec Sauron, dont le déroulement diffère de celui donné dans Le Seigneur des anneaux. Dans ce dernier, Elendil et Gil-galad parviennent à détruire la forme corporelle prise par Sauron, ce dernier les blessant mortellement. C'est alors Isildur qui tranche le doigt de Sauron pour lui prendre l'Anneau Unique. Dans le film, Sauron tue Elendil et Gil-galad, et sa forme corporelle est détruite par Isildur lorsque ce dernier tranche le doigt de Sauron portant l'Anneau.
Dans le dessin animé de 1978 Le Seigneur des anneaux par Ralph Bakshi, Elendil n'est que mentionné et non représenté. Aragorn déclare qu'il porte l'épée d'« Elendil de Gondor », mais sa relation avec Isildur n'est pas développée.
En 2022, dans la série Le Seigneur des Anneaux : Les Anneaux de pouvoir, il est interprété par Lloyd Owen.

### Généalogie
|         |         |         |         |         |         |         |         |         |         |         |         |        |        |  |  |        |        |        |        |        |        | Amandil |  |              |              |              |              |              |              |  |  |  |  |                 |                 |                 |                 |                 |                 |         |         |                |                |                |                |                |                |  |  |  |  |  |  |  |  |  |  |  |  |  |  |  |  |  |  |  |  |  |  |  |  |  |  |  |  |  |  |  |  |  |  |  |  |  |  |
|         |         |         |         |         |         |         |         |         |         |         |         |        |        |  |  |        |        |        |        |        |        |         |  |              |              |              |              |              |              |  |  |  |  |                 |                 |                 |                 |                 |                 |         |         |                |                |                |                |                |                |  |  |  |  |  |  |  |  |  |  |  |  |  |  |  |  |  |  |  |  |  |  |  |  |  |  |  |  |  |  |  |  |  |  |  |  |  |  |
|         |         |         |         |         |         |         |         |         |         |         |         |        |        |  |  |        |        |        |        |        |        | Elendil |  |              |              |              |              |              |              |  |  |  |  |                 |                 |                 |                 |                 |                 |         |         |                |                |                |                |                |                |  |  |  |  |  |  |  |  |  |  |  |  |  |  |  |  |  |  |  |  |  |  |  |  |  |  |  |  |  |  |  |  |  |  |  |  |  |  |
|         |         |         |         |         |         |         |         |         |         |         |         |        |        |  |  |        |        |        |        |        |        |         |  |              |              |              |              |              |              |  |  |  |  |                 |                 |                 |                 |                 |                 |         |         |                |                |                |                |                |                |  |  |  |  |  |  |  |  |  |  |  |  |  |  |  |  |  |  |  |  |  |  |  |  |  |  |  |  |  |  |  |  |  |  |  |  |  |  |
|         |         |         |         |         |         |         |         |         |         |         |         |        |        |  |  |        |        |        |        |        |        |         |  |              |              |              |              |              |              |  |  |  |  |                 |                 |                 |                 |                 |                 |         |         |                |                |                |                |                |                |  |  |  |  |  |  |  |  |  |  |  |  |  |  |  |  |  |  |  |  |  |  |  |  |  |  |  |  |  |  |  |  |  |  |  |  |  |  |
|         |         |         |         |         |         | Isildur | Isildur | Isildur | Isildur | Isildur | Isildur |        |        |  |  |        |        |        |        |        |        |         |  |              |              |              |              |              |              |  |  |  |  |                 |                 |                 |                 | Anárion         | Anárion         | Anárion | Anárion | Anárion        | Anárion        |                |                |                |                |  |  |  |  |  |  |  |  |  |  |  |  |  |  |  |  |  |  |  |  |  |  |  |  |  |  |  |  |  |  |  |  |  |  |  |  |  |  |
|         |         |         |         |         |         | Isildur | Isildur | Isildur | Isildur | Isildur | Isildur |        |        |  |  |        |        |        |        |        |        |         |  |              |              |              |              |              |              |  |  |  |  |                 |                 |                 |                 | Anárion         | Anárion         | Anárion | Anárion | Anárion        | Anárion        |                |                |                |                |  |  |  |  |  |  |  |  |  |  |  |  |  |  |  |  |  |  |  |  |  |  |  |  |  |  |  |  |  |  |  |  |  |  |  |  |  |  |
|         |         |         |         |         |         |         |         |         |         |         |         |        |        |  |  |        |        |        |        |        |        |         |  |              |              |              |              |              |              |  |  |  |  |                 |                 |                 |                 |                 |                 |         |         |                |                |                |                |                |                |  |  |  |  |  |  |  |  |  |  |  |  |  |  |  |  |  |  |  |  |  |  |  |  |  |  |  |  |  |  |  |  |  |  |  |  |  |  |
| Elendur | Elendur | Elendur | Elendur | Elendur | Elendur |         |         | Aratan  | Aratan  | Aratan  | Aratan  | Aratan | Aratan |  |  | Ciryon | Ciryon | Ciryon | Ciryon | Ciryon | Ciryon |         |  | Valandil     | Valandil     | Valandil     | Valandil     | Valandil     | Valandil     |  |  |  |  | (trois enfants) | (trois enfants) | (trois enfants) | (trois enfants) | (trois enfants) | (trois enfants) |         |         | Meneldil       | Meneldil       | Meneldil       | Meneldil       | Meneldil       | Meneldil       |  |  |  |  |  |  |  |  |  |  |  |  |  |  |  |  |  |  |  |  |  |  |  |  |  |  |  |  |  |  |  |  |  |  |  |  |  |  |
| Elendur | Elendur | Elendur | Elendur | Elendur | Elendur |         |         | Aratan  | Aratan  | Aratan  | Aratan  | Aratan | Aratan |  |  | Ciryon | Ciryon | Ciryon | Ciryon | Ciryon | Ciryon |         |  | Valandil     | Valandil     | Valandil     | Valandil     | Valandil     | Valandil     |  |  |  |  | (trois enfants) | (trois enfants) | (trois enfants) | (trois enfants) | (trois enfants) | (trois enfants) |         |         | Meneldil       | Meneldil       | Meneldil       | Meneldil       | Meneldil       | Meneldil       |  |  |  |  |  |  |  |  |  |  |  |  |  |  |  |  |  |  |  |  |  |  |  |  |  |  |  |  |  |  |  |  |  |  |  |  |  |  |
|         |         |         |         |         |         |         |         |         |         |         |         |        |        |  |  |        |        |        |        |        |        |         |  | rois d'Arnor | rois d'Arnor | rois d'Arnor | rois d'Arnor | rois d'Arnor | rois d'Arnor |  |  |  |  |                 |                 |                 |                 |                 |                 |         |         | rois du Gondor | rois du Gondor | rois du Gondor | rois du Gondor | rois du Gondor | rois du Gondor |  |  |  |  |  |  |  |  |  |  |  |  |  |  |  |  |  |  |  |  |  |  |  |  |  |  |  |  |  |  |  |  |  |  |  |  |  |  |